# Albert Lea
Albert Lea är en stad (city) i Freeborn County i den amerikanska delstaten Minnesota. Staden har en yta av 32,5 km² och en folkmängd som uppgår till 18 356 invånare (2000). Staden, som är administrativ huvudort i Freeborn County, har fått sitt namn efter topografen Albert Miller Lea.

## Kända personer från Albert Lea
- Eddie Cochran, rockmusiker
- Arthur G. Sorlie, guvernör i North Dakota 1925-1928